# Mount Hofmann
Mount Hofmann är ett berg i Antarktis. Det ligger i Östantarktis. Nya Zeeland gör anspråk på området. Toppen på Mount Hofmann är 2 001 meter över havet, eller 929 meter över den omgivande terrängen. Bredden vid basen är 3,9 km.
Terrängen runt Mount Hofmann är kuperad åt nordväst, men åt sydost är den bergig. Trakten är obefolkad. Det finns inga samhällen i närheten.